# 少年保護手続

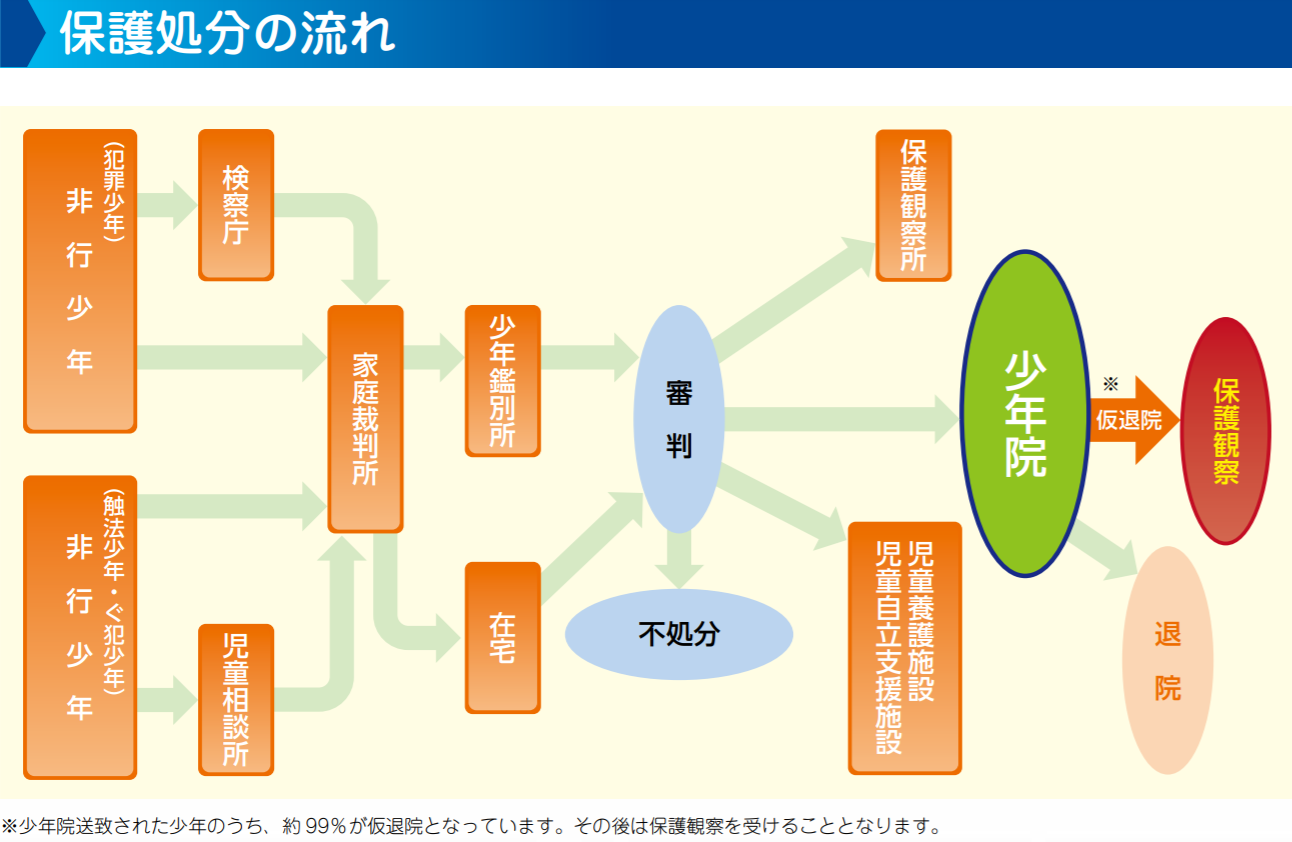
保護処分の流れ

少年保護手続（しょうねんほごてつづき）とは、日本における刑事司法制度の一つであり、家庭裁判所が少年法第2章の規定に従って非行少年の性格の矯正及び環境の調整に関する措置（同法1条参照）を行う手続をいう。
少年保護手続は、非行少年の再非行の抑止や更生を目的としており、決定までの過程として、「非行事実を家庭裁判所に送致・通告 - 家庭裁判所調査官（以下「調査官」と略称する）等による調査 - 調査結果をふまえた審判 - 必要に応じて保護的措置あるいは保護処分を決定」という流れを経るのが通例である。

## 少年保護手続の特色
少年保護手続は、非行少年に対して、刑法及び刑事訴訟法が定める通常の刑事司法手続に代えて適用される手続である。少年保護手続は、福祉的機能と司法的機能とを併せ持つ。

### 福祉的機能
福祉的機能とは、少年の健全な育成を期する（少年法1条）という機能である。すなわち、少年保護手続は、非行に陥った少年に教育・保護を加えてその将来の自力改善・更生を促すことを直接の目的としており、過去の非行に対する非難（責任非難）は、要保護性の一要素として位置付けられる（多数説）。
福祉的機能は、処遇選択に当たり非行事実の軽重よりも要保護性の大小を重視するという個別処遇主義、非行のある少年に対しては刑事処分以外の措置を優先するという保護優先主義、厳格な手続的規整を置かずに家庭裁判所の能動的・裁量的手続運営を許容するという職権主義、捜査機関に送致・不送致の裁量を与えないという全件送致主義を支える理念である。これらの主義は、刑事処分における応報主義、当事者主義、起訴便宜主義（刑事訴訟法246条但し書、248条）と対照をなす少年保護手続の特色である。

### 司法的機能
司法的機能とは、非行のある少年、すなわち、法秩序を破壊しあるいは破壊するおそれがある少年に対し、「法律の定める手続により」（憲法31条）、法秩序の回復・保全のために必要な措置を採るという機能である。換言すれば、少年保護手続は一方で法秩序の回復・維持による社会防衛を目的とする刑事政策の一環という側面を持ちつつ、他方で少年の適正な手続を受ける権利（手続的権利）を保障するという側面も持つ。この司法的機能は、前述した福祉的機能を補完する原理として位置付けられる。
司法的機能を強調する立場には、適正手続論と威嚇抑止論（いわゆる厳罰化論）という2つの系統がある。適正手続論とは、保護的措置が公権力による強制力を用いた（あるいは強制力を背景とした）働き掛けである以上は、特に非行事実を認定する際には少年に対する十分な告知（家庭裁判所の認定の説明）、聴聞（家庭裁判所の認定に対する少年の弁解の聴取）、合理的な範囲・限度・方法による証拠調べが必要であるし（従来からの適正手続論、最高裁昭和58 (1983) 年10月26日決定・刑集37巻8号1260頁（流山中央高等学校事件）参照）、逆に、少年の弁解を無批判に受け入れずに適切な認定資料に基づいて判断すべきでもある（最高裁平成17 (2005) 年3月30日決定・刑集59巻2号79頁参照）という立場である。これに対して、威嚇抑止論とは、罰則による威嚇が犯罪を抑止するのであり、少年保護手続による教育や保護は非行少年の甘やかしでしかないという立場である。威嚇抑止論は、少年保護手続の適用範囲縮小・廃止を唱える立法論であると同時に、不処分優先主義とすら評されるほど保護優先主義に忠実な運用の実情に対する批判でもある。

## 非行少年
少年とは、20歳に満たない者をいう（少年法2条1項）。20歳という年齢設定の適否については、諸外国の動向（16歳から21歳程度まで幅があるが、18歳が大勢を占める。）や被害者感情、若年者の政治的権利の拡大といった問題意識をも背景に、議論がなされている。
非行少年とは、犯罪少年、触法少年及び虞犯少年の総称であり、「審判に付すべき少年」（同法3条見出し、6条1項など）ともいう。少年保護手続は、非行少年を主たる対象とする手続である。また、非行事実とは、犯罪少年の犯罪行為、触法少年の触法行為及び虞犯少年の虞犯事実の総称である（非行事実の認定については後述）。
家庭裁判所の新受人員でいえば、非行少年のほとんどを犯罪少年が占めており、虞犯少年がこれに続き、触法少年はまれである。これは、虞犯事由のある少年の大多数と触法少年のほとんどは、警察官・少年補導職員による補導や、児童相談所長による児童福祉法に基づく措置がなされるにとどまるからである。それだけに、虞犯少年として家庭裁判所に送致・通告される者は、補導等のいわば穏和な措置では非行性の深化を阻止することが困難とみられることが多いということになり、実際にも緊急の保護を要するとして観護措置がとられる比率が高い。また、触法少年として家庭裁判所に送致される少年は、非行事実が重大な場合か、緊急の保護が不可欠な場合が多い。

### 犯罪少年
犯罪少年とは、罪を犯した少年（少年法3条1項1号）をいう。
刑法学において「罪」（犯罪）とは、構成要件（刑罰法令が規定する、ある行為を犯罪と評価するための条件）に該当し、違法かつ有責な行為をいう。そこで、犯罪少年と評価するためには、その少年の行為が構成要件に該当し、違法でなければならない。しかし、その少年がその行為について有責であることまで要するかについては、裁判例や学説が分かれている。
他方、処罰阻却事由があったり、訴訟条件を欠いたり（東京家裁平成12 (2000) 年6月20日決定・家月52巻12号78頁）しても、犯罪少年と評価することができると解されている。

### 触法少年
触法少年とは、14歳に満たないで刑罰法令に触れる行為をした少年（少年法3条1項2号）をいう。触法少年と評価するための要件は、行為時の年齢を除けば犯罪少年と同一である。
年齢に下限の定めはないが、極端に低年齢の行為者には構成要件としての故意・過失や事理弁識能力（自己の行為の社会的意味を理解する能力）が認められないことから、実務上は10歳前後が限界とされているようである。事理弁識能力が問われるのは「意味も分からずにした行為を理由に処罰をしても、行為者の改善・更生には役立たないし、社会に対する示しにもならない」という考えに基づくものであり、刑法学の基本的概念である。

### 虞犯少年
虞犯少年とは、18歳に満たないで一定の不良行状（虞犯事由）があって、かつその性格または環境に照らして、罪を犯しまたは触法行為をするおそれ（虞犯性）がある少年（少年法3条1項3号）をいう。虞犯事由と虞犯性とをあわせて、虞犯事実という。
成人とは異なり、18歳未満の少年については、犯罪行為をしていなくても保護的措置を採ったり、保護処分に付することが可能とされている。これは、非行のある少年を早期に発見し、少年保護手続の枠組の中で更生を促し、それによって社会防衛を効果的に達成することを目的としている。しかし、虞犯事由は評価的・価値的な表現を多く用いて定義されているため（後述）、その存否は、判断者の価値観や事実評価に大きく左右される危険をはらむ。このため、虞犯少年を非行少年から外し、不良行為少年（少年警察活動規則2条6号）として補導（同規則13条、8条2項）や児童福祉法に基づく措置をとるに止めるべきであるとの立法論もある。

#### 虞犯事由
虞犯事由とは、次に掲げる事由をいう（少年法3条1項3号イ～ニ）。
イ）保護者の正当な監督に服しない性癖のあること。
家庭内暴力を繰り返す少年などがこれに当たる。「性癖」のあることが要件とされているので、例えば散発的な保護者への反抗は、虞犯事由には当たらない。
ロ）正当な理由がなく家庭に寄り付かない性癖のあること。
家出を繰り返す少年などがこれに当たる。
ハ）犯罪性のある人若しくは不道徳な人と交際し、またはいかがわしい場所に出入りすること。
多数の前科前歴を有する者と同棲する少年や、賭場で長期間アルバイトをする少年などが、これに当たる。
ニ）自己または他人の徳性を害する行為をする性癖のあること。
薬物の自己使用などが、自己の徳性を害する行為に当たり、未検挙の万引を繰り返すことや学校内で教諭・生徒に対する暴力（校内暴力）を繰り返すことなどが、他人の徳性を害する行為に当たる。

#### 虞犯性
虞犯事由があっても虞犯性がなければ、虞犯少年には当たらない。ある少年が犯罪行為や触法行為をする可能性を否定できないという程度では、虞犯性があるとはいえない。虞犯性があるというためには、少年の性格または環境に関する具体的事実から推し量って、犯罪行為や触法行為をなす可能性が相当高いといえる必要がある。
すなわち、単に保護者に反抗するとか、家出をしたまま帰宅しないというだけで、犯罪行為をなすおそれを窺わせるような事情が見当たらない少年を、少年法に基づいて少年鑑別所や少年院に収容することはできない。少年保護手続は躾を代行する制度ではないからである。
このほか、虞犯性を巡っては、少年がなすおそれのある犯罪行為や触法行為をどこまで特定する必要があるか、虞犯性と要保護性との関係といった問題が議論されている。また、虞犯事実と犯罪事実との関係についても議論されている。

## 係属
事件の係属とは、裁判所が訴訟法に従って当該事件を審理する権限を有し、かつその義務を負う状態になることをいう。また、少年保護事件とは、少年保護手続による審判の対象となる出来事（社会的事象）をいい、大ざっぱにいえば、非行事実がこれに当たる。
家庭裁判所に少年保護事件が係属する場合は数多くあるが、その主なものを犯罪少年とその他の非行少年とに分けて説明する。

### 犯罪少年の係属
犯罪事実（犯罪少年）の捜査については、特別の定めがあるもののほかは一般の例による（同法40条、犯罪捜査規範202条参照）。主な相違点は、全件送致主義の採用と身柄拘束の制限である。

#### 送致
少年の被疑事件について捜査した結果、犯罪の嫌疑があると思われるときは、司法警察員（その犯罪が法定刑に禁錮以上の刑（死刑、懲役または禁錮）を含まない場合に限る。法定刑にこれを含む場合は、検察官に送致する。）または検察官は、これを家庭裁判所に送致しなければならない（少年法41条本文、42条本文、犯罪捜査規範210条1項）。すなわち、捜査機関には微罪処分（刑事訴訟法246条但し書、犯罪捜査規範198条）や起訴猶予（刑事訴訟法248条）に相応する裁量がない。これを全件送致主義という（非行事実は軽微でも、要保護性の大きい事案が存在し得るからである。）。ただし、全件送致主義といっても、捜査の対象となった全ての事件を送致することを意味するのではなく、犯罪の嫌疑がない場合、嫌疑が不十分な場合、その他審判条件が不存在の場合は、ぐ犯送致をする場合を除いて、家庭裁判所に事件を送致することなく、検察官は不起訴処分をすることになるので、司法警察員が捜査した事件については微罪処分の要件を満たす場合その他法律上特別の定めがある場合を除いて、すべて検察官に送致しなければならないこととされている（刑訴法246条）とは意味合いが異なる。
検察官または司法警察員が事件を家庭裁判所に送致する場合において、書類、証拠物その他参考となる資料があるときは、併せて送付しなければならない（少年審判規則8条2項；伝聞法則の適用はない。）。すなわち、家庭裁判所は、事件が送致された当初から、送致官署が収集した資料（一件記録）全てを自ら検討して少年の弁解や保護環境上の問題点を把握し、観護措置の必要性の有無や審理計画を見立てることができる。このように初期段階から資料が充実していることが、少年保護手続における家庭裁判所の能動的・裁量的手続運営（職権主義）を支える重要な基盤ともなっており、刑事訴訟法が当事者主義を基調とし、起訴状一本主義（刑事訴訟法256条6項）を採用していることと対照をなしている。
もっとも、一定の軽微事件については、司法警察員及び検察官は、送致書のみを家庭裁判所に送付して事件を送致することが許されており（犯罪捜査規範214条）、これを実務上、簡易送致という。簡易送致事件については、社会調査を経ないで事案軽微による審判不開始の決定がなされる例が多い。
送致書には、少年の処遇に関する意見を付けることができる（同規則8条3項）。この意見は、社会調査を経ていない段階のものであるため、公判における求刑とは異なり、家庭裁判所の処遇決定への影響力は大きくない。

#### 身柄拘束
少年の被疑者については、なるべく身柄の拘束を避けなければならない（犯罪捜査規範208条）。
少年の被疑事件において身柄の拘束が必要なときは、検察官は、所属の官公署の所在地を管轄する地方裁判所または簡易裁判所の裁判官に対して、勾留の請求に代え、観護の措置を請求することができる（少年法43条1項本文、2項、刑事訴訟規則299条本文）。これを勾留に代わる観護措置といい、少年保護事件が家庭裁判所に係属した後に採られることがある観護措置と区別する。勾留に代わる観護措置の効力は、その請求をした日から10日であり（同法44条3項）、勾留延長（刑事訴訟法208条）に対応する制度はない。
やむを得ない場合には、少年を勾留することができ（少年法43条3項、48条1項）、この場合には、少年鑑別所にこれを拘禁することができる（同法48条2項）。しかし、この「やむを得ない場合」を検察官や裁判官が安易に認め、さらに、勾留の場所を代用刑事施設とする例が多すぎるという批判が絶えない。

### 触法少年及び虞犯少年の係属
触法少年の存在は被害者や保護者が警察官に相談することで、虞犯少年の存在は学校や保護者が警察官や児童相談所に相談することで、それぞれ認知されることが多い。
警察官は、客観的な事情から合理的に判断して、触法少年であると疑うに足りる相当の理由のある者を発見した場合において、必要があると認めるときは、事件について調査をすることができる（少年法6条の2第1項）。警察官は、少年、保護者または参考人を呼び出し、質問することができるし（同法6条の4第1項）、押収、捜索、検証、鑑定の嘱託をすることができる（同法6条の5第1項。したがって、令状を請求することもできる。）。警察官は、被疑者が触法少年であることが明らかとなった場合において、保護者の適切な監護がないときは、児童福祉機関（児童相談所または福祉事務所）に通告する（犯罪捜査規範215条。触法行為が重大であるとき等には、児童相談所長への送致が義務づけられている。同法6条の6第1項）。
これに対して、警察官は、虞犯少年を認知しても、強制捜査によって事案を調査することはできず、任意の事情聴取等によることしかできない。警察官は、虞犯少年の年齢に応じて、児童福祉機関（14歳未満の虞犯少年）、児童福祉機関若しくは家庭裁判所（14歳以上18歳未満の虞犯少年）に送致・通告する（同法41条後段、同規範216条、210条1項）。
触法少年及び虞犯少年で14歳に満たない者については、都道府県知事または児童相談所長から送致を受けたときに限り、これを審判に付することができる（同法3条2項）。これらの触法少年や年少虞犯少年については、通告を受けまたは自ら認知した児童福祉機関が、児童福祉法に基づく措置をとるのか、家庭裁判所に送致するのかを判断する（児童福祉機関先議）。

### 管轄
少年保護事件の管轄は、少年の行為地、住所、居所または現在地による（少年法5条1項）。家庭裁判所は、保護の適正を期するため特に必要があると認めるときは、決定をもって、事件を他の管轄家庭裁判所に移送することができる（同条2項）。保護者の住所が管轄原因とされていないため、家出をしている少年に対する少年保護手続を保護者の住所から離れた地にある家庭裁判所が管轄せざるを得ないことも多い。実務上は、少年に保護者の住所への帰住意思があり、保護者に少年を受け入れる意思があるときは、保護者の住所が少年の住所（帰住先）であると解して、保護者の住所を管轄する家庭裁判所に事件を移送しているようである。
家庭裁判所は、事件がその管轄に属しないと認めるときは、決定をもって、これを管轄家庭裁判所に移送しなければならない（同条3項）。

## 保護者
保護者とは、少年に対して法律上監護教育の義務ある者（親権者、未成年後見人など）及び少年を現に監護する者をいう（少年法2条2項）。このうち、前者の「少年に対して法律上監護教育の義務ある者」を法律上の保護者といい、後者の「少年を現に監護する者」を事実上の保護者という。
保護者には、付添人選任権（同法10条1項）、観護措置決定またはその更新決定に対する異議申立権（同法17条の2第1項本文）、審判出席権などを有し、少年の権利・利益を守るために少年保護手続に主体的に関わるという側面（主体的地位）がある。また、保護者には、家庭裁判所の調査や保護的措置（同法25条の2）の対象となるという側面（客体的地位）もある。

## 付添人
少年及び保護者は、家庭裁判所の許可を受けて（弁護士を付添人に選任するには、許可を要しない。）、付添人を選任することができる（少年法10条1項）。保護者も、家庭裁判所の許可を受けて、付添人となることができる（同条2項）。

### 付添人の役割
付添人は、記録閲覧権（少年審判規則7条2項）、追送書類等に関する通知を受ける権利（同規則29条の5、最高裁平成10(1998)年4月21日決定・刑集52巻3号209頁）、観護措置決定またはその更新決定に対する異議申立権（同法17条の2第1項）、審判出席権（同規則28条4項）、意見陳述権（同規則29条の2後段）、証拠調べの申出権（同規則29条の3）、少年本人質問権（同規則29条の4）、抗告権（同法32条）などの権限を有し、少年の意見を代弁し、正当な権利・利益を守る役割を果たすという意味では、公判における弁護人に類似するようにもみえる。
しかし、付添人の役割は単なる代弁者に尽きるのではなく、少年や保護者に対しても的確な指導や働きかけを行い、「少年に対し自己の非行について内省を促す」（同法22条1項）という審判の目的の実現に協力することも、その重要な役割であるとされている。
この意味で、付添人は、家庭裁判所と対立関係ではなく、協働関係にあると表現されることが多い。

### 有志による支援活動
弁護士が付添人として選任される例が多いが、身近に弁護士がいない少年・保護者や、弁護士に報酬を支払うだけの経済的余裕がない少年・保護者のために、各地で種々の組織が支援活動をしている。例えば、各地で、家庭裁判所所属の調停委員らを中心とする篤志家が少年友の会と称する団体を組織しており、少年・保護者に付添人候補者として会員を紹介する事業を行っている。
また、日本司法支援センターは、少年・保護者に弁護士を付添人候補者として紹介したり、報酬を立替払いする事業を行っている。
保護者が被害者であったり、保護者に監護意欲が欠如していたりするなどの事情のある特殊な事案については、家庭裁判所からの推薦依頼を受けて、弁護士を付添人候補者として推薦する場合もある。
各地の弁護士会は、家庭裁判所に対して、少なくとも全ての身柄事件について、日本司法支援センターに付添人の選任を依頼する運用を確立するよう要望しているが、このような要望の実現に消極的な家庭裁判所も多いようである。そこで、福岡県弁護士会が平成13(2001)年2月に全国に先駆けて当番付添人制度を創設し、平成16(2004)年10月1日には東京三会（東京弁護士会、第一東京弁護士会、第二東京弁護士会）も当番付添人制度を共同で創設した。

### 国選付添人
少年に弁護士である付添人がない場合において、家庭裁判所が弁護士である付添人（国選付添人）を付すことがある。
具体的には、以下のような場合である。
- 後述の検察官関与決定があったとき、被害者等による審判傍聴を許すに際し意見聴取をする場合は、特に少年および保護者が不要である旨の意思を明示した場合を除いては、私選付添人がいない場合は必ず国選付添人を付さなければならない（同法22条の3第1項、同法22条の5第2項、第3項）
- 非行事実が以下の法定刑に当たる罪に関する犯罪少年または触法少年の身柄事件について、事案の内容、保護者の有無その他の事情を考慮し、審判の手続に弁護士である付添人が関与する必要があると認めるとき、国選付添人を付すことができる（同条2項）。
  - 死刑
  - 無期もしくは長期3年を超える懲役もしくは禁錮

## 被害者
被害者とは、非行事実により害を被った者（刑事訴訟法230条参照）をいう。少年保護手続においては、当事者はあくまでも非行少年であり、被害者は当事者ではないが、その保護を図るため、いくつかの権利が認められている。なお、少年法上の「被害者等」とは、被害者又はその法定代理人若しくは被害者が死亡した場合若しくはその心身に重大な故障がある場合におけるその配偶者、直系の親族若しくは兄弟姉妹をさす（5条の2第1項括弧書き）。

### 記録の閲覧及び謄写
裁判所は、犯罪少年または触法少年の保護事件について、審判開始の決定があった後、当該保護事件の被害者等または被害者等から委託を受けた弁護士から、その保管する当該保護事件の記録（家庭裁判所が専ら当該少年の保護の必要性を判断するために収集したもの及び家庭裁判所調査官が家庭裁判所に当該少年の保護の必要性の判断に資するよう作成し又は収集したもの（いわゆる社会記録）を除く。）の閲覧または謄写の申出があるときは、閲覧又は謄写を求める理由が正当でないと認める場合及び少年の健全な育成に対する影響、事件の性質、調査又は審判の状況その他の事情を考慮して閲覧又は謄写をさせることが相当でないと認める場合を除き、その申出をした者にその記録の閲覧または謄写させるものとする（少年法5条の2第1項）。申出は、その申出に係る保護事件を終局させる決定が確定した後3年を経過するときはすることができない（2項）。
もっとも、閲覧または謄写をした者は、正当な理由がないのに閲覧または謄写により知り得た少年の氏名その他少年の身上に関する事項を漏らしてはならず、かつ、閲覧または謄写により知り得た事項をみだりに用いて、少年の健全な育成を妨げ、関係人の名誉若しくは生活の平穏を害し、または調査若しくは審判に支障を生じさせる行為をしてはならない（同条3項）。

### 意見の聴取
家庭裁判所は、犯罪少年または触法少年に係る保護事件の被害者等から、被害に関する心情その他の事件に関する意見の陳述の申出があるときは、自らこれを聴取し、または調査官に命じてこれを聴取させるものとされている（少年法9条の2本文）。もっとも、事件の性質、調査または審判の状況その他の事情を考慮して相当でないと認めるときは、意見の聴取をしなくてもよい（同条ただし書）。
聴取の結果は、処遇選択の際の考慮要素となるだけでなく、少年や保護者に対する保護的措置にも活用されることになる。

### 傍聴
家庭裁判所は、犯罪少年または触法少年（12歳に満たないで触法行為をした少年を除く）で次に掲げる事件（いずれも被害者を傷害した場合にあっては、これにより生命に重大な危険を生じさせたときに限る。）の被害者等から、審判期日における審判の傍聴の申出がある場合において、少年の年齢及び心身の状況、事件の性質、審判の状況その他の事情を考慮して、少年の健全な育成を妨げるおそれがなく相当と認めるときは、その申出をした者に対し、これを傍聴することを認めることができる（少年法22条の4第1項）。家庭裁判所は、触法少年に係る事件の被害者等に審判の傍聴を許すか否かを判断するに当たっては、触法少年が、一般に、精神的に特に未成熟であることを十分考慮しなければならない（2項）。
故意の犯罪行為により被害者を死傷させた罪（例　殺人罪、強姦致死傷罪、危険運転致死傷罪など）
業務上（重）過失致死傷罪
自動車運転死傷行為処罰法違反（発覚免脱罪、過失運転致死傷罪に限る）
家庭裁判所は、審判の傍聴を許す場合において、傍聴するものの年齢、心身の状態その他の事情を考慮し、その者が、著しく不安又は緊張を覚えるおそれがあると認めるときは、その不安又は緊張を緩和するのに適当であり、かつ、審判を妨げ、又はこれに不当に影響を与えるおそれがないと認められる者を、傍聴するものに付き添わせることができる（3項）。
裁判長は、審判を傍聴する者及びこの者に付き添う者の座席の位置、審判を行う場所における裁判所職員の配置等を定めるに当たっては、少年の心身に及ぼす影響に配慮しなければならない（4項）。これを受けて、各裁判所では被害者等の傍聴を許す場合、広めの審判廷を用いたり、少年らと被害者の間の距離を工夫したりなどしている。
審判を傍聴するもの及びこの者に付き添う者については、5条の2第3項が準用され、正当な理由がないのに傍聴により知り得た少年の氏名その他少年の身上に関する事項を漏らしてはならず、かつ、傍聴により知り得た事項をみだりに用いて、少年の健全な育成を妨げ、関係人の名誉若しくは生活の平穏を害し、または調査若しくは審判に支障を生じさせる行為をしてはならない。
家庭裁判所は、被害者等の審判の傍聴を許すには、あらかじめ、弁護士である付添人の意見を聴かなければならない（22条の5第1項）。少年に弁護士である付添人がないときは、家庭裁判所は、少年及び保護者がこれを必要としない旨の意思を明示した場合を除いて、弁護士である付添人を付さなければならない（2項、3項）。

### 説明
家庭裁判所は、犯罪少年又は触法少年に係る事件の被害者等から申出がある場合において、少年の健全な育成を妨げるおそれがなく相当と認めるときは、その申出をした者に対し、審判期日における審判の状況を説明するものとする（22条の6第1項）。説明の申出は、その申出に係る事件を終局させる決定が確定した後3年を経過した場合はすることができない（2項）。
5条の2第3項の規定は、説明を受けた者について準用され、正当な理由がないのに説明により知り得た少年の氏名その他少年の身上に関する事項を漏らしてはならず、かつ、説明により知り得た事項をみだりに用いて、少年の健全な育成を妨げ、関係人の名誉若しくは生活の平穏を害し、または調査若しくは審判に支障を生じさせる行為をしてはならない。

### 通知
家庭裁判所は、犯罪少年または触法少年に係る保護事件を終局させる決定（後述の審判不開始の決定、不処分の決定、児童相談所長送致の決定、保護処分、検察官送致の決定をいう。）をした場合において、被害者等から申出があるときは、次の事項を通知するものとされている（少年法31条の2第1項柱書本文）。
1. 少年及びその法定代理人の氏名及び住居
2. 決定の年月日、主文及び理由の要旨

ただし、その通知をすることが少年の健全な育成を妨げるおそれがあり相当でないと認められるもの（少年の資質や家族関係、生育歴の詳細などが考えられる。）については、通知をしなくてもよい（同柱書ただし書）。
5条の2第3項の規定は、通知を受けた者について準用され、正当な理由がないのに通知により知り得た少年の氏名その他少年の身上に関する事項を漏らしてはならず、かつ、通知により知り得た事項をみだりに用いて、少年の健全な育成を妨げ、関係人の名誉若しくは生活の平穏を害し、または調査若しくは審判に支障を生じさせる行為をしてはならない。

### 被害者の権利に関する立法論
被害者は、審判期日において意見陳述をする場合を除き、審判の席に在席する機会はないが（後述）、立法論として、在席や少年や保護者に対する発問、処遇意見の陳述等を権利として認めることの妥当性が議論されている。

## 調査

### 調査の意義
家庭裁判所は、検察官、司法警察員、都道府県知事または児童相談所長から家庭裁判所の審判に付すべき少年事件の送致を受けたときは、事件について調査しなければならない（少年法8条1項後段）。通告（同法6条）または報告（同法7条）により、審判に付すべき少年があると思料するときも、同様である（同法8条1項前段）。
調査は、なるべく、少年、保護者または関係人の行状、経歴、素質、環境等について、医学、心理学、教育学、社会学その他の専門的智識（特に少年鑑別所の心身鑑別の結果）を利用して、これを行うように努めなければならない（同法9条）。具体的には、家庭及び保護者の関係、境遇、経歴、教育の程度及び状況、不良化の経過、性向、事件の関係、心身の状況等審判及び処遇上必要な事項の調査を行い（少年審判規則11条1項）、家族及び関係人の経歴、教育の程度、性向及び遺伝関係等についても、できる限り、調査を行うものとされている（同条2項）。
一定の軽微事件（簡易送致事件や、過失も結果も軽微な過失運転傷害罪保護事件など）を除けば、ほとんど全ての事件の調査は、調査官が家庭裁判所の命令（調査命令；同法8条2項）を受けて行っている。ただし、非行事実の存否や擬律判断（ある事実が、どのような法令の適用を受けるのかを判断することをいう。）といった法律上の問題点については、まず、家庭裁判所が自ら、あるいは家庭裁判所の命令を受けた裁判所書記官が調査を行う（後述のとおり、調査官も非行事実に関する調査をする）。
家庭裁判所は、調査のため、警察官、保護観察官、保護司、児童福祉司または児童委員に対して、必要な援助をさせることができる（援助依頼。同法16条1項）。実務上は、警察署長に対し、少年や保護者の所在の確認（呼出状の送達（同法11条1項、少年審判規則16条1項）などのため）を依頼したり、少年が捜査段階では述べなかったような弁解を調査や審判で述べ始めたような場合にその弁解の真否に関する証拠収集（補充捜査、最高裁平成2(1990)年10月24日決定・刑集44巻7号639頁）を依頼したりする例が多いようである。
また、家庭裁判所は、公務所、公私の団体、学校、病院その他に対して、必要な協力を求めることもできる（同法16条2項）。実務上は、保護観察継続中の少年について保護観察所長に成績照会をしたり、少年の在籍校やかつての在籍校に学校照会書を送付して少年の登校状況、成績の概要、行動傾向、保護者の状況等の報告を求めたりする例が多いようである。
さらに、各家庭裁判所本庁と大規模支部には、医務室技官（裁判所法61条1項）が置かれており、これに少年の心身の状況を診断させる例もある。

### 社会調査と保護的措置
要保護性とは、大ざっぱにいえば、少年の再非行に繋がるような性格的・環境的要因の存否・大小（再非行の危険性）をいう。調査官の調査（社会調査）は、要保護性の有無・程度の判断資料を収集することを目的としている。もっとも、非行事実は要保護性の判断資料としても重要な意味を持つから、社会調査においても非行事実に関する調査は当然行われる。
調査官は、前述のような事項の調査を行うが、調査技法の中心となるのは、少年及び保護者に対する面接（調査面接）である。調査官は、調査面接に先立ち、少年照会書や保護者照会書を少年や保護者に送付し、非行事実に誤りがないか、過去及び現在の生活状況、被害者に対する弁償や慰謝の措置の有無・内容などについて記載を求めるのが通例である。また、少年の心理検査（東大式エゴグラム (TEG)、ロールシャッハテスト、バウムテスト、文章完成法テスト (SCT) など）を実施することもある。調査官は、少年や保護者から得られた情報や、学校照会書から得られた情報、場合によっては医務室技官の報告なども総合しつつ、調査面接を通じて、少年の生育歴や非行化の経緯、現在の生活状況などを調査し、非行化の要因を探り出す。
調査官は、調査を通じて、単に聞き手に徹するのではなく、少年や保護者に対して、少年の非行化の要因を説明したり、訓戒、指導などの措置をとって、少年や保護者の自覚と非行化の要因の自発的除去を促すのが通例である（少年法25条の2後段参照）。例えば、両親が末弟にばかり目を掛けていると思い込み、両親の関心をひき、両親が自分にも愛情を持ってくれていることを実感したいがために、何度発覚しても万引を繰り返す少年がいたとする。このような場合、調査官は、例えば、少年と両親に日記の交換を指示し、少年に両親の愛情を理解させるよう試み、少年の心情の安定を図るわけである。保護的措置とは、このような、少年の非行化の要因を除去して要保護性を軽減・解消することを目指す措置をいう。
調査官は、調査の結果を書面で家庭裁判所に報告する（少年審判規則13条1項）。実務上、この書面を少年調査票と呼び、少年調査票には、意見（処遇意見）を付けなければならない（同条2項）。処遇意見においては、非行に対する制裁という観点よりも、むしろ再非行の抑止という観点が重視されており、要保護性が主要な考慮要素となっている。実務上、家庭裁判所は処遇意見どおりの判断をする例がほとんどであるといわれており、このような実態を「調査官裁判」として批判する見解もある。

## 観護措置

### 観護措置の意義
観護措置とは、少年の移動の自由を制限する旨の裁判、あるいはその裁判に基づいて少年の移動の自由を制限する（身柄を確保する）ことをいう。
観護措置には、調査官の観護に付す場合（1号観護措置）と少年鑑別所に送致する場合（2号観護措置）との2種類があるが、調査官の観護といっても、大ざっぱにいえば、無断で住居を離れないよう少年に約束させるだけであり、実際に少年の身柄を確保する効果が乏しい。それゆえ、実務上は、観護措置といえば少年鑑別所に送致することを意味している（本稿でも、「観護措置」というときは、特に断らない限り少年鑑別所に送致することを指している。）。観護措置がとられた事件を身柄事件（）という。
家庭裁判所は、審判を行うため必要があるときは、決定をもって、観護措置をとることができる（同条1項）。「審判を行うため必要があるとき」とはいかなる場合かについては、明文の規定はないが、(1)勾留の理由があるとき、(2)少年が緊急の保護を要するときまたは(3)少年を収容して心身鑑別を行う必要があるときを指すというのが、家庭裁判所に定着した実務である。ここにいう「緊急の保護」とは、少年の移動の自由を制限して、少年に生命、身体、情操の損傷をもたらす要因（児童虐待や児童福祉犯罪の被害、自傷・自殺企図など）や非行化をもたらす環境的要因から遮断し、少年の安全を確保し、その非行化の進展を食い止めることをいうと考えればよい。また、非行に対する単なる制裁として観護措置をとることは許されないが（通説）、落ち着いた生活環境の中で少年が内省を深めることができるかどうかを観察し、処遇選択の資料とするという趣旨であれば、ここにいう「緊急の保護」または「収容して心身鑑別を行う」ことに当たると考えられている。

### 観護措置の手続
観護措置は、事件が係属している間、いつでも採ることができる。司法警察員や検察官から身柄付きで送致された事件について、受理時に観護措置をとる場合が多いが（少年法17条2項後段参照）、その他にも、調査・審判の結果必要があると認めて観護措置をとる場合も少なくない。
観護措置決定手続は、勾留質問とほぼ同様である（少年審判規則19条の3）。裁判官が勾留に代わる観護措置（同法43条1項、17条1項1号、2号）をとった場合において、事件が家庭裁判所に送致されたときは、その措置は、観護措置とみなされる（同条6項、7項前段）。観護措置をとった旨は、速やかに保護者及び付添人のうち適当と認める者に通知しなければならない（同規則22条。同条には「それぞれ」とあるが、1人に通知すれば足りると解されている）。
少年鑑別所に収容する期間は、入所の日（勾留に代わる観護措置をとられている少年については、家庭裁判所への送致の日）も含めて2週間を超えることができないが、特に継続の必要があるときは、決定をもって、これを更新することができる（同法17条3項、4項本文、7項後段）。実務上は、少年鑑別所の鑑別に必要な期間（諸検査及び行動観察のために2週間程度、判定に1週間程度の、合計3週間程度）を確保するため、特に継続の必要があるとして、観護措置が更新されるのが通常である。
法定刑に禁錮以上の刑を含む罪を非行事実とする犯罪少年の事件について、その非行事実の認定に関し証人尋問、鑑定若しくは検証を行うことを決定したときまたはこれを行った場合において、その少年を収容しなければ審判に著しい支障が生じるおそれがあると認めるに足りる相当な理由があるときは、さらに2回を限度として（すなわち、合計8週間を限度として）、観護措置を更新することができる（同条4項ただし書）。
少年、その法定代理人または付添人は、観護措置またはその更新決定に対して、少年保護事件の係属する家庭裁判所に異議の申立てをすることができる（同法17条の2第1項、17条1項2号、3項ただし書）。家庭裁判所は、異議の申立てについて、原決定に関与した裁判官を除く合議体で決定をする（同法17条の2第3項）。異議の申立ては、審判に付すべき事由（非行事実）がないことを理由としてすることはできない（同条2項）。これは、非行事実の認定については専ら本案（本体の少年保護事件）を審理する裁判体（審理を担当する裁判官または合議体）の判断に委ねる趣旨であるが、少年の人権保障の観点からこの立法趣旨そのものを批判する見解も根強い（勾留に関する議論を参照）。

### 鑑別

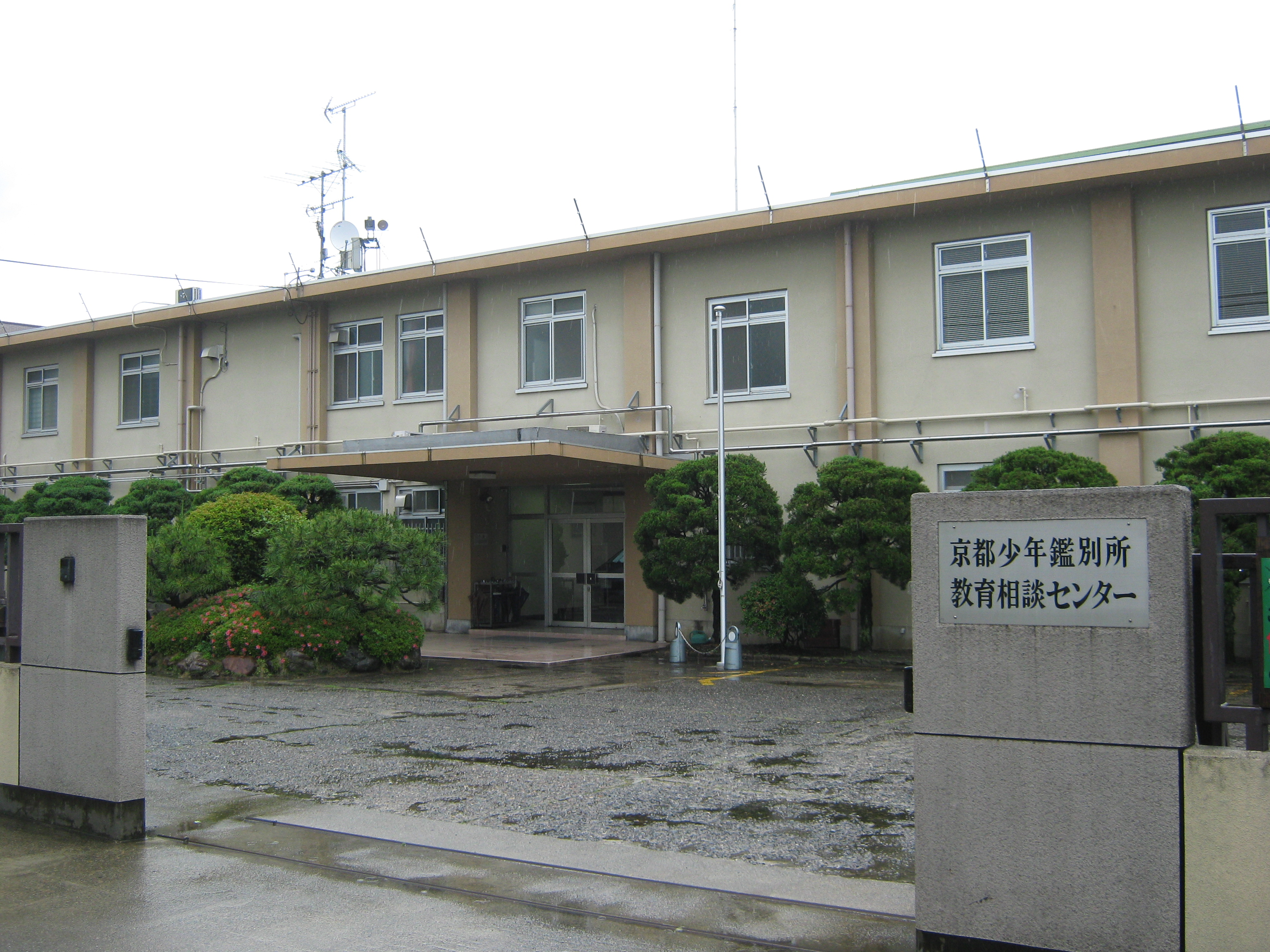
京都少年鑑別所

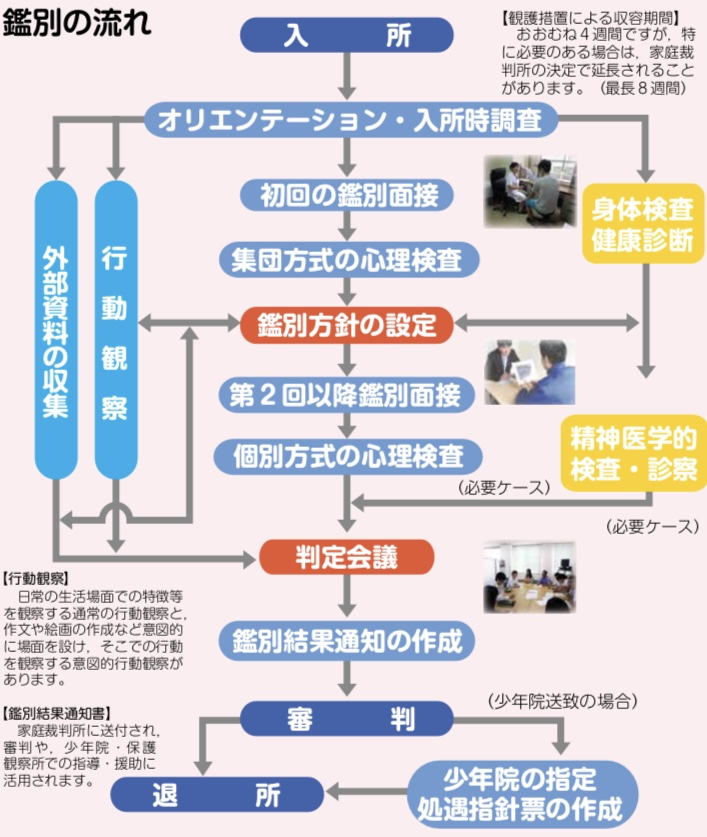

少年鑑別所は、家庭裁判所の調査及び審判に資するため、医学、心理学、教育学、社会学その他の専門的知識に基づいて、少年の資質の鑑別を行う（少年院法16条）。鑑別は心理学の専門知識を持つ法務技官がおもに行う。具体的には、身体検査、知能検査、心理検査などの検査を実施すること、作文や役割演技（ロールプレイ）、運動などの課題を与えたときの少年の反応、保護者らとの面会や職員・調査官との面接の状況、日常の起臥寝食等を観察すること（行動観察）などを通じて少年の素質、経歴、環境及び人格並びにそれらの相互の関係を明らかにし（少年鑑別所処遇規則17条）、保護処分決定の資料となるべき事項や監護処遇の方針に関する事項等を判定する（同規則21条）。鑑別の結果は、鑑別結果通知書と呼ばれる書面にまとめられ、少年鑑別所内での判定会議を経た後、処遇意見を付して家庭裁判所に送付される（同規則22条参照）。
調査官の社会調査も少年鑑別所の鑑別も、少年の資質を調査する点では共通しているが、前者が生活環境内における少年の行動傾向を重視し、それゆえに少年の生活環境の調整をも視野にいれたものであるのに対して、後者は社会から切り離した一個の人間としての少年の行動傾向を重視する点に違いがあるといえよう。両者は、相互にその成果を活用しあうものとされている（少年法9条、同規則20条2項）。
鑑別の対象となる少年は観護措置をとられた者に限られないが、実務上は、観護措置をとられた少年がほとんどである。

### 面会及び通信
観護措置をとられた少年に面会することができるのは、近親者、保護者、付添人その他必要と認められた者に限られる（少年鑑別所処遇規則38条）。付添人以外の者との面会に当たっては、原則として、職員が立ち会う（同規則39条）。
通信の発受は、所内の規律に反しない限り許される（同規則40条）。

## 審判
少年保護手続において審判とは、家庭裁判所が自ら少年の陳述を聴き、非行事実及び要保護性に関する心証を得るとともに、その心証に基づき、少年に対して保護的措置をとったり、保護処分に付すか否か及びいかなる保護処分に付すかを告知するという一連の手続をいう。

### 審判開始の決定
家庭裁判所は、調査の結果、審判に付することができず、または審判に付するのが相当でないと認めるときは、審判を開始しない旨の決定（審判不開始の決定）をしなければならない（少年法19条1項）。こうした審判不開始の理由がない事件については、審判を開始する旨の決定（審判開始の決定）がなされる（同法21条）。
後述する18条決定は、法文上は審判を経ずにすることができるが、実務上は審判を経てするのが通例である。そこで、18条決定が相当と認められる事件についても、審判開始の決定がなされることになる。
やはり後述する20条検送も、法文上は審判を経ずにすることができるが、実務上は、運転免許を保有する少年による大幅な最高速度違反（道路交通法118条1項1号、2項、22条1項）のように、悪質ではあるが非行事実も非行化の要因も単純な事案に限って、審判を経ずに検察官送致の決定がなされているようである。

#### 審判に付することができないとき
実務上は、「審判に付することができないとき」には、審判条件不存在、非行なし、事実上審判不可能という3類型がある。

##### 審判条件不存在
審判条件とは、審判の手続が適法であるための要件をいう。審判条件が存在しない場合としては、少年の死亡、少年が裁判権の免除を享有するとき（外交関係に関するウィーン条約37条1項、2項、31条1項前段等）、適法な送致・通告手続を欠くとき（司法警察員が法定刑に禁錮以上の刑を含む罪を非行事実とする犯罪少年の事件を家庭裁判所に直接送致したとき等）、一事不再理効（少年法46条1項、2項）に抵触するときなどが考えられる。
家庭裁判所は、事件がその管轄に属しないと認めるときは、決定をもって、これを管轄家庭裁判所に移送しなければならない（同法5条3項）し、犯罪事件の本人が20歳以上であるときは検察官送致の決定をしなければならない（同法19条2項）。したがって、これらの場合には、審判不開始の決定はなされない。

##### 非行なし
非行なしとは、少年に非行事実が認められない場合をいい、この場合には少年を審判に付することができないから（少年法1条、3条1項参照）、審判不開始の決定をなすことになる。これを実務上、非行なしによる審判不開始という。非行事実の認定については後述するが、審判を開始するために必要な非行事実の心証の程度は、保護処分をするために必要な程度よりも低く、「一件記録からは非行事実の存在は証明されているが、審判における少年の弁解や反証次第では覆る可能性も残る」という程度（蓋然的心証）で足りる。

##### 事実上審判不可能
事実上審判が不可能な場合としては、少年が所在不明のとき、審判能力を欠くときなどが考えられる。
少年が所在不明のときは、審判期日の呼出ができないから、審判不開始の決定をせざるを得ない。これを実務上、所在不明による審判不開始という。所在不明による審判不開始の決定には一事不再理効はないので、所在が判明すれば、調査官の報告（少年法7条1項）により改めて立件して、少年保護手続を開始することになる（再起）。
審判能力とは、少年保護手続の意味を理解する能力をいい、審判能力を欠く少年については、所在不明のときに準じて審判不開始の決定がなされる。

#### 審判に付するのが相当でないとき
審判に付するのが相当でないときとは、審判を開いて家庭裁判所自ら少年に対して保護的措置を加えるまでもない場合である。これには、実務上、以下のような場合があるとされている。
1. 保護的措置による審判不開始
調査官による保護的措置によって少年の再非行を抑止できると考えられる場合である。実務上、審判不開始の理由の圧倒的多数を占める。
2. 別件保護中による審判不開始
少年が既に保護処分の執行を受けているため、既存の保護処分の枠組内で指導を強化すれば少年の再非行を抑止できると考えられる場合である。
3. 事案軽微による審判不開始
非行事実が軽微である（前述した簡易送致事件等）ため、司法警察職員の取り調べ段階における訓戒・説諭によって少年の再非行を抑止できると考えられる場合である。

### 審判期日

#### 期日指定等
審判をするには、裁判長（単独事件の場合は、裁判官。以下同じ）が、審判期日を定める（少年審判規則25条1項）。審判期日には、少年及び保護者を呼び出さなければならない（同条2項）。また、家庭裁判所は、審判期日を付添人に通知しなければならない（同規則28条5項）。
審判は、家庭裁判所またはその支部において行うのが原則であるが（裁判所法61条1項）、裁判所外においても行うことができる（同条2項、少年審判規則27条）。少年院在院者に対する収容継続申請事件の審判は、当該少年院内で行われるのが通例である。

#### 列席者等
審判の席には、裁判官及び裁判所書記官が、列席する（少年審判規則28条1項）。調査官は、裁判長の許可を得た場合を除き、審判の席に出席しなければならないが（同条2項）、実務上は、身柄事件や試験観察決定が予想される場合、試験観察中の場合を除けば、欠席の許可がなされる場合がほとんどのようである。
少年が審判期日に出頭しないときは、審判を行うことができない（同条3項）。付添人は、審判の席に出席することができる（同条4項）。
裁判長は、審判の席に、少年の親族、教員その他相当と認める者の在席を許すことができる（同規則29条）。ここにいう「相当」な者とは、少年の監護・指導に関与し、更生に協力する者をいうと解されている。実務上は、少年の在籍校の教諭や雇い主、補導委託先、祖父母・兄姉が多い。検察官や被害者（前述参照）は同条による在席許可の対象ではないと解するのが多数説・実務である。
家庭裁判所は、(1)故意の犯罪行為により被害者を死亡させた罪（殺人罪などの故意に被害者を死亡させた罪のほか、被害者の死亡を構成要件とする結果的加重犯も含むと解されている。）、(2)そのほか、法定刑の下限が2年以上の懲役または禁錮である罪を非行事実とする犯罪少年の事件において、その非行事実を認定するために必要があると認めるときは、決定をもって、審判に検察官を関与させることができる（検察官関与決定（））。検察官は、検察官関与決定があった事件において、その非行事実の認定に資するために必要な限度で（すなわち、要保護性の認定には関与しない）、審判の席に出席し、審判期日外における証拠調べの手続に立ち会うことができる（同規則30条の6第1項）。

#### 審理の手続
審判は非公開で行われ（少年法22条2項）、裁判長が指揮する（同条3項）。審判は、懇切を旨として、和やかに行うとともに、非行のある少年に対し自己の非行について内省を促すものとしなければならない（同条1項）とされているが、ここにいう「懇切」、「和やか」というのは、少年に迎合せよという意味ではない。むやみに難解な言葉を用いたり、高圧的な叱責に終始するのではなく、少年の知的能力や内省の深まりに応じて、理解しやすい言葉を用い、自発的な内省を引き出すように努力しなければならないという意味である。
裁判長は、第1回の審判期日の冒頭において、供述を強いられることはないことを分かりやすく説明した上、審判に付すべき事由（非行事実）の要旨を告げ、これについて陳述する機会を与えなければならない（少年審判規則29条の2前段）。この場合において、少年に付添人があるときは、当該付添人に対し、審判に付すべき事由について陳述する機会を与えなければならない（同条後段）。
少年、保護者及び付添人は、家庭裁判所に対し、証拠調べの申出をすることができ（同規則29条の3）、付添人は、審判の席において、裁判長に告げて、少年に発問することができる（同規則29条の4；少年本人質問）。証人等に対しては、少年側も尋問することができる（同法14条2項、刑事訴訟法157条3項）と解されている。検察官関与決定があった事件については、検察官は、証拠調べの申出、証人等の尋問及び少年本人質問をすることができる（同規則30条の7、30条の8）。
少年、保護者及び付添人は、審判の席において、裁判長の許可を得て、意見を述べることができる（同規則30条）。裁判長は、適正な審判をするため必要があると認めるときは、発言を制止し、または少年以外の者を退席させる等相当の措置をとることができ（同規則31条1項）、少年の情操を害するものと認める状況が生じたときは、その状況の継続中、少年を退席させることができる（同条2項）。

#### 非行事実の認定
非行事実のうち、犯罪事実、触法事実及び虞犯事由を認定するためには、合理的疑いを超える証明がなければならない。他方で、虞犯性を認定するためには、少年が将来犯罪行為または触法行為をする高度な可能性があることを裏付ける証拠の方がそのような可能性がないことを裏付ける証拠よりも有力であるという程度（証拠の優越（））の証明があれば足りる。
任意性に疑いのある自白は証拠能力を有しない。違法収集証拠も排除されることがある。補強法則（憲法38条3項）は、犯罪事実、触法事実及び虞犯事由の認定には適用されるが、虞犯性の認定には適用されない。
他方、非行事実の認定は、自由な証明（刑事訴訟法296条～310条所定の手続に従わない証明）によれば足り、伝聞法則の適用もないと解されている（送致の説明も参照）。また、犯罪事実や触法事実を認定できない場合であっても、関係証拠から十分心証を得られるときは、これを虞犯性を裏付ける事実として認定することは妨げられない。

#### 要保護性の審理等
非行事実を認定できるときは、要保護性を審理することになる。要保護性を基礎づける事実については、前述した証拠法則を厳格に適用する必要はないと解されている。その認定に必要な心証も、証拠の優越の程度で足りる。
家庭裁判所は、少年に対し自己の非行について内省を促すよう働き掛ける（少年法22条1項、前述）ほか、必要があると認めるときは、保護者に対しても、少年の監護に関する責任を自覚させ、その非行を防止するため、審判において、自ら訓戒、指導その他の適当な措置を採ることができる（同法25条の2）。

#### 集団審判
交通関係事件（過失運転致死傷罪、重過失致死傷（自転車運転中の著しい過失による人身傷害がその典型）、危険運転致死傷及び道路交通関係法規違反を非行事実とする少年保護事件）のうち、非行事実に争いがなく、かつ、比較的軽微なものについては、特定の日に集中して少年及び保護者を呼び出し、調査を行った上で、集団講習を受講させたり、集団審判を実施する運用も行われている。

### 試験観察
試験観察とは、保護処分の要否及び種類を決定するために、調査官が、相当期間、少年を観察することをいう（少年法25条1項）。少年を自宅に居住させて観察するものは、在宅試験観察（）と呼ばれる。
試験観察は、家庭裁判所の側からみれば、要保護性の調査を補充・修正する機会を得るという機能を有するとともに、保護処分に付されるかもしれないという心理的強制を少年の自力更生の動機付けとして利用するという、プロベーションと同様の機能も有している。また、試験観察は、少年の側からみれば、調査官との交流を通して自らが抱える問題点に気づくきっかけともなる。この点に着目すれば、試験観察はケースワーク機能やカウンセリング機能を有するともいえる。
試験観察は、審判を開いて非行事実を認定した後、少年の面前で言い渡す（少年審判規則3条2項1号）のが通例である（試験観察決定に対して抗告をすることはできない。）。家庭裁判所は、試験観察とあわせて、次に掲げる措置をとることができる（同法25条2項）。
1. 遵守事項を定めてその履行を命ずること。
実務上、家庭裁判所は「試験観察の期間中は調査官の指示に従うこと。」といった抽象的な遵守事項を定めるにとどめ、担当調査官が少年と協議して具体的な約束事項を定める例が多いようである[67]。これは、調査官と少年が協議することで、約束事項を「具体的且つ明確に」定めることができるし、「少年をして自発的にこれを遵守しようとする心構を持たせ」やすくなる（同規則40条2項）からであろう。調査官が提案する約束事項として多いものには、少年は規則正しい生活をすること、少年及び保護者は家庭裁判所に定期的に出頭して生活状況を報告すること（少年に日記の作成を求めることが多い。）、といったものがある。
2. 条件を付けて保護者に引き渡すこと。
この場合には、保護者に対し、少年の保護監督について必要な条件を具体的に指示しなければならない（同条3項）。
3. 適当な施設、団体または個人に補導を委託すること。
この補導委託には、少年を委託先に居住させて行われる場合（身柄付補導委託）と、少年を自宅に居住させて行われる場合（在宅補導委託）とがある。
身柄付補導委託は、委託先である篤志家や社会福祉施設が少年の生活全般を観察・監督し、健全な生活習慣を身に付けさせることを主な目的としている。近年では、委託先となるべき施設等が漸減しており、各地の家庭裁判所は委託先の確保に苦心しているようである[68]。在宅試験観察の場合[69]と同様に、実務上は、観察の期間（同条1項後段）をあらかじめ定めないで、少年の行状に応じて弾力的に終了時期を決めているようである[70]。
在宅補導委託は、少年に勤労やボランティア活動を体験させることによって自己の言動に対する責任感を養わせたり、少年と保護者に共同作業をさせることで親子関係の見直しを図らせたりすることなどを目的として行われる[71]。また、少年を自動車学校等に補導委託し、交通法規を学習させる委託講習も行われている。

調査官は、試験観察の結果を書面で家庭裁判所に報告し、意見を付けなければならない（同条5項、13条1項、2項）。家庭裁判所は、試験観察を通じて保護処分の要否及び種類の見通しが立てば、審判不開始（同規則24条の4、同法19条1項）、不処分、保護処分などの終局決定をすることになる。

### 保護処分以外の終局決定

#### 検察官送致の決定
検察官送致の決定とは、事件を管轄地方裁判所に対応する検察庁の検察官に送致する旨の決定をいう。検察官送致の決定は、年齢超過による検察官送致の決定（年超検送、19条検送）と少年法20条に基づく検察官送致の決定（20条検送）とに大別される。

##### 年超検送
家庭裁判所は、調査または審判の結果、本人が20歳以上であることが判明したときは、検察官送致の決定をしなければならない（少年法19条2項、23条3項）。本人が非行時に20歳に満たなくても、審判時までに20歳以上であれば、年超検送をしなければならない。
本人が20歳以上であるかどうかは、多くの場合、戸籍等の生年月日の記載から明らかとなるが、日本以外の、戸籍制度が完備されていない国の出身者などでは、自称の生年月日に基づき非行少年として家庭裁判所に送致したところ、後に20歳以上であると判明することもまれに起こり得る。

##### 20条検送
家庭裁判所は、法定刑に禁錮以上の刑を含む罪について、調査または審判の結果、その罪質及び情状に照らして刑事処分を相当と認めるときは、検察官送致の決定をしなければならない（少年法20条1項、23条1項）。この「刑事処分を相当」とすべき場合には、保護不能の場合と保護不適の場合とがあるといわれている。
保護不能とは、保護的措置や保護処分による非行化の要因の軽減・除去が不可能な場合である（要保護性の一要素である保護可能性を欠く場合と言い換えてもよい。）。犯罪少年として何度も保護的措置や保護処分を受けたのに犯罪行為を繰り返すような少年などが、保護不能による20条検送の対象となろう。
保護不適とは、保護的措置や保護処分による非行化の要因の軽減・除去は可能であっても、犯罪事実が凶悪・重大であり、少年自身も成人間近であるといったように、少年に刑事責任を自覚させるとともに、一般予防（同種の犯罪行為を企てる他の少年に対する警告。過激な表現ではあるが、「見せしめ」ともいえなくはない。）を図るという刑事政策的な見地から、刑事処分を科すべきと考えられる場合である（要保護性の一要素である保護相当性を欠く場合と言い換えてもよい。）。後述する罰金見込検送も、保護不適の場合に含めて考えることができる。
20条検送の決定に対しては、抗告をすることができない（特別抗告についての最高裁平成17(2005)年8月23日決定・刑集59巻6号720頁参照）。

##### 原則検送事件
家庭裁判所は、故意の犯罪行為により被害者を死亡させた罪の事件であって、その罪を犯したとき少年が16歳以上であったもの（原則検送事件）については、検察官送致の決定をしなければならない（少年法20条2項本文）。ただし、調査または審判の結果、犯行の動機及び態様、犯行後の情況、少年の性格、年齢、行状及び環境その他の事情を考慮し、刑事処分以外の措置を相当と認めるときは、この限りでない（同項ただし書、23条1項）。
同法20条2項の規定は、少年による重大犯罪が頻繁に報道され、保護優先主義に対する世論の批判が高まったのを受けて、平成12(2000)年の同法改正により設けられたものである。同改正の提案者によれば、同項ただし書は、望まない妊娠をした女子少年が、出産はしたものの、動揺の余り子を殺害した（産児殺、嬰児殺）とか、集団での暴行により被害者を死亡させた（傷害致死）少年が、参加の経緯が追随的で、実際にもわずかの暴行しか加えなかったといった事案に適用することが想定されている。
平成13(2001)年4月1日から平成18(2006)年3月31日までの運用状況をみると、同項の罪を非行事実とする犯罪少年のうち約39%が保護処分に付されている。殺人の事案で保護処分に付されたもの（約43%）は、産児殺若しくは親族殺または少年の精神状態に問題があるものが多く（大阪家裁平成16(2004)年3月18日決定（医療少年院送致）など。集計期間後の例として、奈良家裁平成18(2006)年10月26日決定（中等少年院送致）がある。）、傷害致死の事案で保護処分に付されたもの（約43%）は、共犯事案で参加の経緯が追随的なものが多い。他方、危険運転致死の事案で保護処分に付されたものは、全27人中2人のみである。

##### 検察官送致後の捜査
検察官送致の決定がなされると、観護措置は、裁判官のした勾留とみなされ（少年法45条4号前段、45条の2。少年審判規則24条の2も参照）、20条検送の場合には、少年または保護者が選任した弁護士である付添人は、弁護人とみなされる（同法45条6号）。
検察官送致後の捜査の手続は、一般の例による（同法40条）。ただし、勾留延長には一定の制限（同法45条4号後段、45条の2）がある。
20条検送の場合には、検察官は、公訴を提起するに足りる犯罪の嫌疑があると思料するときは、公訴を提起しなければならない（同法45条5号本文；起訴強制）。年超検送と20条検送との最大の相違は、この起訴強制が働くか否かにある。ただし、以下のいずれかの場合には、検察官は、事件を再度家庭裁判所に送致しなければならない（同号但し書）。
1. 送致を受けた事件の一部について公訴を提起するに足りる犯罪の嫌疑がないこと。
家庭裁判所は、検察官送致をした複数の事件を全体として評価して刑事処分相当という判断をしたのであるから、そのうちの一部について公訴を提起するに足りる嫌疑がない以上、再度家庭裁判所に刑事処分相当か否かの判断をする機会を与えなければならないという趣旨である（多数説）[76]。
2. 犯罪の情状等に影響を及ぼすべき新たな事情を発見しまたは送致後の情況により、訴追を相当でないと思料するとき。
検察官送致の決定の前提となっていなかった事情・情況が明らかになったのであるから、検察官が再度家庭裁判所に刑事処分相当か否かの判断を求めることを認めるという趣旨である。

以上のほか、20条検送を受けた事件について、公訴を提起するに足りる犯罪の嫌疑及び訴訟条件はないが、犯罪の嫌疑または虞犯事実はあるという場合には、全件送致主義の原則どおり、検察官は、事件を家庭裁判所に送致しなければならない。

##### 刑事処分の手続
検察官送致の決定がなされた少年には、成人と同様の公判や略式手続を経て（少年法40条）、刑罰が科される。ただし、弁論・収容の分離等（同法49条）、科学調査主義（同法50条、9条、少年審判規則277条）などの特則がある。さらに、裁判所は、事実審理の結果、少年の被告人を保護処分に付するのが相当であると認めるときは、決定をもって、事件を家庭裁判所に移送しなければならない（同法55条）。この再移送の適否が、少年の公判事件での主たる争点となることが多い。
少年に対する処断刑の長期が3年以上の有期の懲役または禁錮となるときは、その処断刑の範囲内で長期と短期を定めたものを宣告刑とする（同法52条1項本文；不定期刑）。ただし、宣告刑の短期は5年、長期は10年を越えることはできず（同条2項）、処断刑の短期が5年を超えるときは、宣告刑の短期を5年に短縮する（同条1項但し書）。また、少年に対しては、労役場留置を言い渡すことができない（同法54条）。
罪を犯したとき18歳未満であった者に対しては、死刑をもって処断すべきときは無期刑を科し（同法51条1項）、無期刑をもって処断すべきときは、無期刑を科すか、10年以上15年以下の範囲で定期の有期刑を科すかを裁判所が選択することができる（同条2項）。
懲役または禁錮の言渡しを受けた少年に対する刑の執行については、収容の分離（同法56条1項、2項）、年少受刑者（同条3項）、仮釈放要件の緩和（同法58条）、仮釈放期間の終了要件の緩和（同法59条）及び法令上の資格回復時期の前倒し（同法60条）といった特則が置かれている。

#### 児童相談所長送致等
家庭裁判所は、調査または審判の結果、児童福祉法の規定による措置を相当と認めるときは、決定をもって、事件を権限を有する都道府県知事または児童相談所長に送致しなければならない（少年法18条1項、23条1項）。これを実務上、児相送致、あるいは18条決定と呼んでいる。
18条決定には、強制的措置の許可（同法18条2項）を伴う場合と、これを伴わない場合（通常の18条決定）とがある。18条決定は、原則として18歳未満の少年を対象としており（児童福祉法4条柱書、31条2項参照）、実務上は、義務教育課程にある少年についてなされる例がほとんどである。また、18条決定は保護処分ではないから、強制的措置の許可を伴う場合であっても抗告はできないとされているが、抗告を認める見解も根強い。強制的措置そのものに関しては、強制的措置を行う主体である都道府県等を相手に、行政訴訟で争うことはできるものと解される。
なお、児童福祉法には、少年法18条1項に基づき家庭裁判所から送致を受けた児童に対してとるべき措置について、児童相談所長のとるべき措置に関する規定はあるが（児童福祉法26条1項）、都道府県知事のとるべき措置に関する規定はないので、通常の18条決定による送致先は児童相談所長に限られることになる。

#### 不処分
家庭裁判所は、審判の結果、保護処分に付することができず、または保護処分に付する必要がないと認めるときは、保護処分に付さない旨の決定（不処分の決定）をする（同法23条2項）。

##### 保護処分に付することができないとき
実務上は、「保護処分に付することができないとき」には、審判条件不存在、非行なし、事実上審判不可能という3類型がある。これらは、審判不開始の決定がなされる場合と同様であるから、その説明中の「審判不開始」を「不処分」と読み替えていただきたい。ただし、蓋然的心証が得られても合理的疑いを超える心証が得られなければ非行なしによる不処分の決定をなすべき点に注意が必要である。

##### 保護処分に付するのが相当でないとき
実務上は、「保護処分に付するのが相当でないとき」には、保護的措置、別件保護中、事案軽微という3類型がある。
保護的措置による不処分とは、調査・審判を通じた保護的措置によって少年の再非行を抑止できると考えられる場合である。観護措置や身柄付補導委託を経る場合も含まれるので、安易に「口頭注意」と同視すべきではない。実務上、不処分の理由の圧倒的多数を占める。
別件保護中または事案軽微による不処分は、審判不開始の決定がなされる場合と同様であるから、その説明中の「審判不開始」を「不処分」と読み替えていただきたい。

### 保護処分

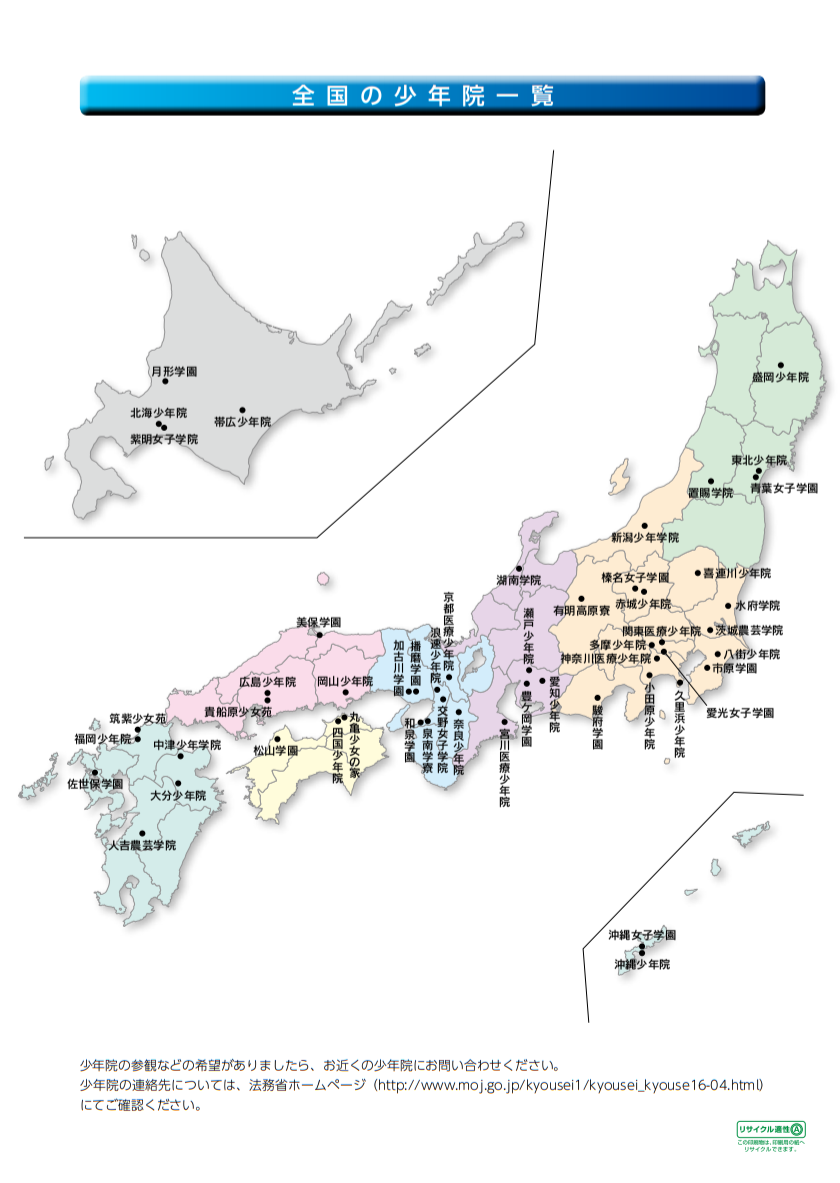
全国の少年院

以上の場合に当たらない少年については、要保護性に応じた保護処分の決定がなされる（少年法24条1項）。保護処分には、保護観察所の保護観察に付すこと、児童自立支援施設または児童養護施設に送致すること、少年院に送致することという類型があるが、処遇の詳細については、上記各項目を参照されたい。
家庭裁判所が保護処分の決定を言い渡す場合には、少年及び保護者に対し、保護処分の趣旨を懇切に説明し、これを十分に理解させるようにしなければならない（少年審判規則35条1項）。

### 没取
家庭裁判所は、犯罪少年及び触法少年について、都道府県知事若しくは児童相談所長送致、審判不開始、不処分または保護処分の決定をする場合には、没取の決定をすることができる（少年法24条の2第1項）。
没取することができる物は没収と同様に考えればよい。なお、没取は全て任意的である（没取するかしないかは家庭裁判所の裁量に委ねられている）ことと、保護処分をしない場合でも没取をすることができることとが、没収との大きな違いである。

### 処遇勧告
保護処分の決定をした家庭裁判所は、必要があると認めるときは、少年の処遇に関し、保護観察所、児童自立支援施設、児童養護施設または少年院に勧告をすることができる（処遇勧告、少年審判規則38条2項）。
処遇勧告の中で実務上大きな意味を持つのが、少年院における収容教育課程の選択に関する処遇勧告と、保護観察所における保護観察の種別に関する処遇勧告である（詳細については、保護処分の項で引用した各項目を参照されたい。）。保護処分の執行機関には家庭裁判所の処遇勧告に従う法令上の義務はないが、通達により、少年院及び保護観察所は、原則として上記の各処遇勧告に従うものとされている。このため、殊に少年院送致の決定に一般短期処遇や特修短期処遇の処遇勧告が付されるかどうかは、少年や保護者にとって重大な関心事となっており、これらの処遇勧告が付されなかったことを理由として抗告がなされる事例も多い（もっとも、裁判例の多くは、短期処遇の処遇勧告が付されなかったことは抗告の理由とはならないとしつつも、職権で短期処遇の処遇勧告を付すべきかどうかを審理している。）。

### 終局決定の実情

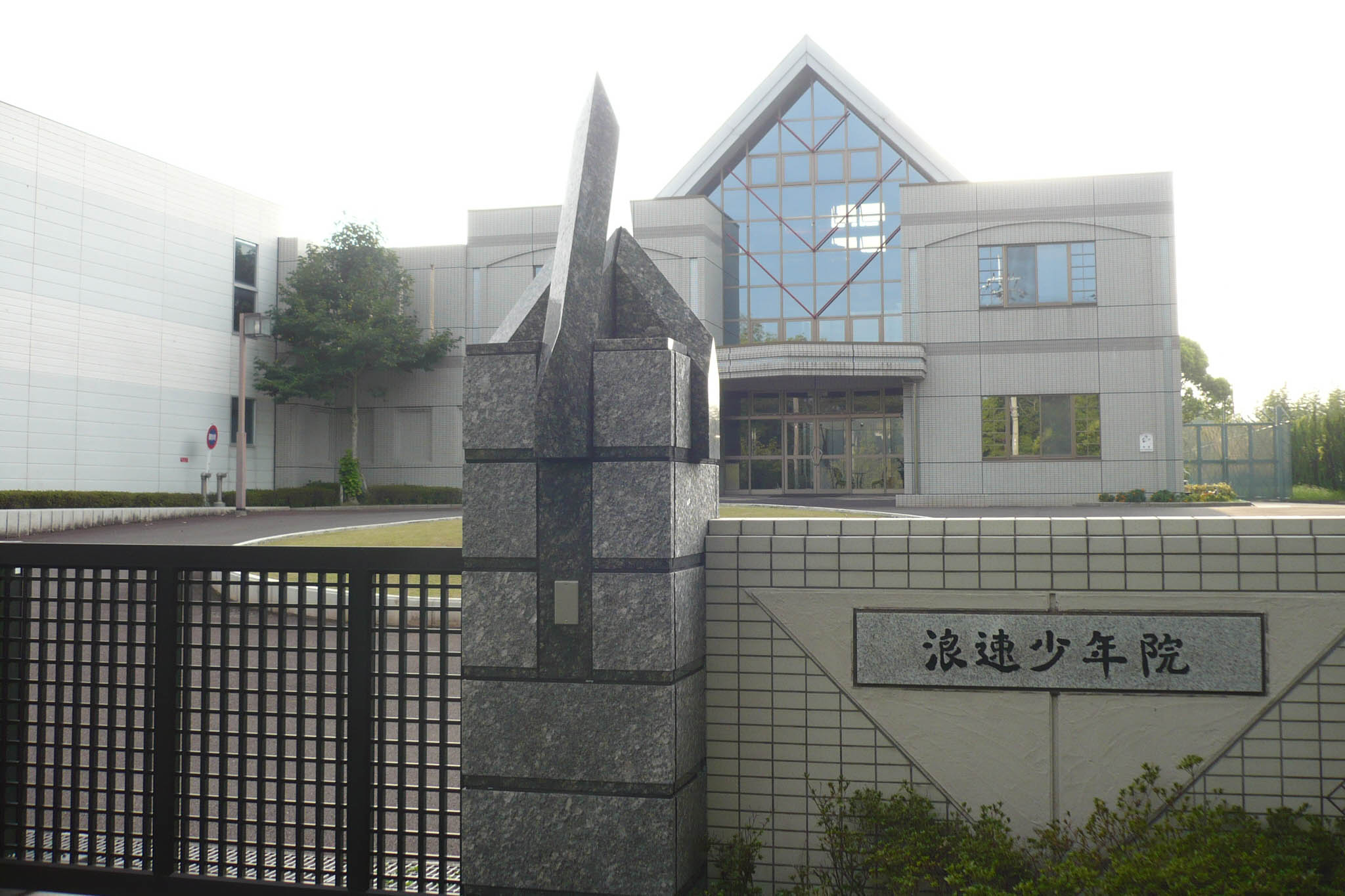
浪速少年院

司法統計により、交通関係事件を除くいわゆる一般事件の終局人員構成比をみると、審判不開始が50%強、不処分が30%前後、保護観察が15%前後、少年院送致が3%前後、検察官送致が1%強などとなっている。他方、交通関係事件の終局人員構成比を見ると、審判不開始が約30%、不処分が30%強、保護観察が約20%、検察官送致が10%強などとなっている。道路交通法違反保護事件での検察官送致は、少年保護事件における検察官送致件数全体の約90%を占めており、その多くは、罰金を見込んで行われるものである（罰金見込検送）。また、道路交通法違反保護事件においては、保護観察に付された少年の約80%は交通短期保護観察に付されている。
近年、少年院送致率の上昇が指摘されており、少年非行に対する厳しい世論をふまえて素行不良の少年に対する自覚を促すものという肯定的な評価がある一方で、家庭裁判所が保護的措置や社会内処遇の可能性の探求を怠り、安易に少年院送致を選択しているのではないかという批判も根強い（この批判は、試験観察の激減（平成2(1990)年の39,525件が平成18 (2006) 年には1,940件に減少した。）をも背景とする。）。

## 抗告
保護処分の決定に対しては、少年、その法定代理人または付添人から、2週間以内に、抗告をすることができる。ただし、決定に影響を及ぼす法令の違反、重大な事実の誤認または処分の著しい不当を理由とするときに限る（少年法32条前段）。抗告をするには、申立書を原裁判所に差し出すのが原則である（少年審判規則43条1項）。抗告の申立書には、抗告の趣意（申立人が正当と考える決定の内容や、申立人の考えが正当である理由をいう）を簡潔に明示しなければならない（同条2項）。
検察官関与決定がなされた場合、検察官は保護処分に付さない決定または保護処分の決定に対し、事件の非行事実の認定に関し、決定に影響を及ぼす法令の違反または重大な事実の誤認があることを理由に、2週間以内に高等裁判所に抗告受理の申立てを行うことができ、原裁判所から申立書の送付を受けてから2週間以内に受理の決定がなされた場合は、抗告があったものとみなされる（同法32条の4）。
抗告裁判所（抗告の審理を担当する裁判体）は、抗告の趣意に含まれる事項に限り調査するが（同法32条の2第1項）、抗告の理由となる事由に関しては、職権で調査することもできる（同条2項）。抗告裁判所は、事実の取調べ（原裁判所が収集しなかった事実や証拠を自ら収集することをいう）をすることもできる（同法32条の3）。抗告裁判所は、抗告の手続がその規定に違反したとき、または抗告に理由がないときは、抗告を棄却する旨の決定をし（同法33条1項）、抗告に理由があるときは、原決定を取り消して、事件を原裁判所に差し戻し、または他の家庭裁判所に移送する旨の決定をする（同条2項）。
抗告裁判所による原決定の取消率は、極めて低い。事実の取調べがなされる例もほとんどない。これは、抗告裁判所が、家庭裁判所には調査官という少年保護に関する専門的知見を有する職員が配置されていること（調査官は、高等裁判所においては、少年保護事件に関する調査権限を有しない。裁判所法61条の2第2項）、調査・審判技法（ノウハウ）が蓄積されていること、調査・審判を通じて少年・保護者と直接接した上で心証を形成していることをふまえて、原裁判所の判断を尊重する傾向にあることに由来すると考えられるが、過度の原決定尊重傾向が抗告の救済制度としての実効性を著しく減殺しているとの批判もある。
抗告裁判所の決定に対して、最高裁判所に対して、少年側（少年、その法定代理人または付添人）からのみ、憲法違反や最高裁や高裁の判例違反を理由に2週間以内に再抗告することができる（35条）。検察官は再抗告ができない。原決定に少年法35条1項所定の事由が認められない場合でも，同法32条所定の事由があって、これを取り消さなければ著しく正義に反すると認められるときは，職権により原決定を取り消すことができると判例上されている（最決昭和58年9月5日）。

## 記事等の掲載の禁止
家庭裁判所の審判に付された少年または少年のとき犯した罪により公訴を提起された者については、氏名、年齢、職業、住居、容貌等によりその者が当該事件の本人であることを推知することができるような記事または写真を新聞紙その他の出版物に掲載してはならない（少年法61条）。同条に違反するかどうかは、その記事等により、本人と面識等のない不特定多数の一般人がその者を当該事件の本人であると推知することができるかどうかを基準にして判断すべきである。
従前から、被害者や国民の知る権利を代行すると主張して、報道機関が本人の身上・経歴を取材・報道したり、匿名掲示板にこれらの情報が投稿された事例が多発している。その背景には、同条違反それ自体を処罰する規定が存在しないことや、日本国外に設置したサーバ上にこれらの情報を存置すれば法的責任を免れ得るとの認識があるとも指摘されている。これに対して、法務省人権擁護局が行政指導を行うことがある。さらに進んで、人権擁護法に基づく規制の対象とすべきであるとの議論もある。